# 에두아르도 쿠벨스
에두아르도 쿠벨스 리다우라(스페인어: Eduardo Cubells Ridaura; 1900년 1월 17일, 발렌시아 주 발렌시아 ~ 1964년 3월 13일, 발렌시아 주 발렌시아)는 스페인의 축구 선수이자 감독이다.

## 경력
쿠벨스는 발렌시아 출신으로, 현역 시절 미드필더로 활약하였다.
그는 발렌시아의 사령탑에 올라 소속 구단의 라 리가 우승을 이끌었다.